# Бархати
Ба́рхати (рос. Бархаты) — присілок у складі Ірбітського міського округу Свердловської області.
Населення — 7 осіб (2010, 12 у 2002).
Національний склад населення станом на 2002 рік: росіяни — 100 %.